# Jan Gerritsz van Bronckhorst
Jan Gerritsz van Bronckhorst (o Bronchorst, Bronkhorst) (Utrecht, 1603 – Amsterdam, novembre o dicembre 1661) è stato un pittore e incisore olandese, del Secolo d'oro.
È considerato esponente minore della scuola caravaggista di Utrecht.

## Biografia
Secondo Houbraken, l'educazione artistica di van Bronckhorst iniziò a undici anni come apprendista dell'incisore del vetro Verburgh a Utrecht. Lavorò con lui per sei mesi e in seguito con altri due vetrai a Utrecht prima di partire per il Grand Tour, nel 1620. Ad Arras lavorò sei mesi con il vetraio Peeter Matthys e poi con il vetraio Chamu a Parigi. A Utrecht fece ritorno nel 1622 e lì apprese l'arte della pittura da Cornelis van Poelenburch.
Presa in affitto una casa in Minderbroederstraat, si sposò nel 1626 con Catalijntje van Noort; dal matrimonio nacquero due figli: Johannes, battezzato nel 1627, e Gerrit, nel 1636 circa. Entrambi divennero in seguito pittori come il padre.  Frequentò anche lo studio di Gerard van Honthorst e nel 1639 entrò a far parte della Gilda di San Luca di Utrecht. Il suo dipinto più antico risale al 1642.
Un incendio nella  Nieuwe Kerk di Amsterdam provocò la distruzione delle vetrate, che dovettero perciò essere rifatte: Van Bronchorst ricevette una commissione per quattro vetrate, per cui gli fu versata la somma principesca di 12.400 fiorini nel 1651. Si trasferì, allora, ad Amsterdam, dove realizzò, oltre alle vetrate, anche le porte d'organo – quasi l'unico settore in una chiesa calvinista, dove la pittura figurativa fosse consentita – della Nieuwe Kerk. A differenza dei suoi lavori religiosi, i suoi dipinti profani mostrano l'influenza di Caravaggio, e sono pervasi da una conturbante sensualità.